# Пушкарщина
Пушка́рщина — село в Україні, у Роменському районі Сумської області. Населення становить 53 осіб. Входить до складу Недригайлівської селищної громади. До 2016 року було частиною Недригайлівської селищної ради.

## Географія
Село знаходиться за 3,5 км від лівого берега річки Сула. На відстані 1,5 км розташовані села Білоярське, Шаповалове і Мелешківка. Селом протікає річка Попадя, ліва приток Сули.

## Історія
За даними на 1864 рік на казенному хуторі Недригайлівської волості Лебединського повіту Харківської губернії мешкало 85 осіб (36 чоловічої статі та 49 — жіночої), налічувалось 12 дворових господарств.
12 червня 2020 року, відповідно до розпорядження Кабінету Міністрів України № 723-р «Про визначення адміністративних центрів та затвердження територій територіальних громад Сумської області», село увійшло до складу Недригайлівської селищної громади.
19 липня 2020 року, в результаті адміністративно-територіальної реформи та ліквідації Недригайлівського району, село увійшло до складу новоутвореного  Роменського району.

## Населення

### Мова
Розподіл населення за рідною мовою за даними перепису 2001 року:
| Мова       | Кількість | Відсоток |
| ---------- | --------- | -------- |
| українська | 51        | 96.23%   |
| російська  | 2         | 3.77%    |
| Усього     | 53        | 100%     |